# 南生口村
南生口村（みなみいくちむら）は、1955年（昭和30年）まで広島県豊田郡にあった村。北に接する瀬戸田町と合併して、新たな瀬戸田町となり、地方自治体としての歴史を閉じた。瀬戸田町はのちに尾道市と合併しており、現在は尾道市の南西端にあたる。

## 地理
瀬戸内海のほぼ中央、芸予諸島の一島である生口島の南西部。広島県と愛媛県の県境に当たり、海を隔てて、西に愛媛県の大三島、南は伯方島と対する。生口島は中央に観音山をはじめとした400ｍ級の山地が北東から南西方向に横たわっており、主に島の北側に街が発達しているが当村はその南側にあたる。村域の大半は南斜面であり、平地には乏しい。
- 海洋：瀬戸内海
- 島嶼：生口島[1]

## 沿革
以下は村行政としての沿革に絞っており、地域の歴史については生口島の記事を参照。生口島での合併の歴史については瀬戸田町#略歴を参照。
- 1889年（明治22年）4月1日、町村制の施行により、豊田郡荻村、宮原村、御寺村が合併して村制施行し、南生口村が発足[1][2]。
- 1955年（昭和30年）4月1日、豊田郡瀬戸田町と合併し、瀬戸田町が存続して廃止された[1][2]。

## 行政
歴代村長
庁舎

## 教育
- 1908年（明治41年）御寺尋常小学校と荻尋常小学校が合併して南生口尋常小学校となる[1]。1914年（大正3年）高等科を併置[1]。
- 1910年（明治43年）南生口実業補習学校設立[1]。

## 産業
- 農業、除虫菊、製塩[1]

## 名所・旧跡
- 光明坊（国指定重要文化財所蔵）[1]
- 御寺のイブキビャクシン（広島県指定天然記念物）[1]